# Deborah Lynn Scott
Deborah Lynn Scott (* 1953 oder 1954) ist eine US-amerikanische Kostümbildnerin, die sowohl einen Oscar für das beste Kostümdesign als auch einen Golden Satellite Award für herausragendes Kostümdesign gewann.

## Leben
Deborah Lynn Scott begann ihre Laufbahn als Kostümbildnerin in der Filmwirtschaft Hollywoods 1980 bei dem Slasher-Film Todesschrei am Telefon (Don’t answer the Phone) und wirkte bis heute bei der Kostümausstattung von mehr als vierzig Filmen mit.
1986 war sie erstmals für einen Saturn Award für das beste Kostüm nominiert, und zwar für Zurück in die Zukunft (1985) von Robert Zemeckis mit Michael J. Fox, Christopher Lloyd und Lea Thompson. Zwischen 1988 und 1990 war sie darüber hinaus als Kostümbildnerin bei Aufführungen an Theatern in New York City tätig und schuf Kostüme für Stücke wie Nasty Little Secrets (1988), The Lark (1989) und Midsummer (1990).
Bei der Oscarverleihung 1998 gewann sie den Oscar für die besten Kostüme in Titanic (1997) von James Cameron mit Leonardo DiCaprio, Kate Winslet und Frances Fisher in den Hauptrollen. Zugleich erhielt sie 1998 für Titanic den Golden Satellite Award für herausragendes Kostümdesign. Des Weiteren war sie hierfür für den British Academy Film Award für die besten Kostüme nominiert.
Für Der Patriot (2000) von Roland Emmerich mit Mel Gibson, Heath Ledger und Joely Richardson war sie 2001 wiederum für einen Golden Satellite Award für herausragendes Kostümdesign nominiert. Für den Science-Fiction-Film Minority Report (2002) von Steven Spielberg mit Tom Cruise, Colin Farrell und Samantha Morton erhielt sie 2002 eine weitere Nominierung für den Saturn Award für das beste Kostüm.
Zusammen mit Mayes C. Rubeo erhielt sie 2010 eine Nominierung für den Preis der Costume Designers Guild (CDG Award) für exzellentes Kostümdesign in einem Fantasyfilm für Avatar – Aufbruch nach Pandora (2009) von James Cameron mit Sam Worthington, Zoë Saldaña und Sigourney Weaver in den Hauptrollen.

## Filmografie (Auswahl)
- 1980: Todesschrei am Telefon (Don’t answer the Phone)
- 1981: Lifepod
- 1983: Unheimliche Schattenlichter (Twilight Zone: The Movie)
- 1985: Zurück in die Zukunft (Back to the Future)
- 1986: Nochmal so wie letzte Nacht (About Last Night...)
- 1986: Zwei unter Volldampf (Armed and Dangerous)
- 1987: Who’s That Girl
- 1988: Moving – Rückwärts ins Chaos (Moving)
- 1990: Wild Boys
- 1991: Eve 8 – Außer Kontrolle (Eve of Destruction)
- 1991: Rendezvous im Jenseits (Defending Your Life)
- 1992: Jimmy Hoffa
- 1993: Mein Vater – Mein Freund (Jack the Bear)
- 1993: Sliver
- 1994: Legenden der Leidenschaft (Legends of the Fall)
- 1995: Der Indianer im Küchenschrank (The Indian in the Cupboard)
- 1995: Heat
- 1996: Schatten einer Liebe (To Gillian on Her 37th Birthday)
- 1997: Titanic
- 1999: Wild Wild West
- 2000: Der Patriot (The Patriot)
- 2002: Minority Report
- 2003: Bad Boys II
- 2005: An deiner Schulter (The Upside of Anger)
- 2005: Die Insel (The Island)
- 2005: The Lost City
- 2006: Seraphim Falls
- 2007: Die Liebe in mir (Reign Over Me)
- 2007: Transformers
- 2008: Get Smart
- 2009: Transformers – Die Rache (Transformers: Revenge of the Fallen)
- 2009: Avatar – Aufbruch nach Pandora (Avatar)
- 2009: Lügen macht erfinderisch (The Invention of Lying)
- 2010: Love and other Drugs – Nebenwirkung inklusive (Love and other Drugs)
- 2011: Transformers 3 (Transformers: Dark of the Moon)
- 2011: Wir kaufen einen Zoo (We Bought a Zoo)
- 2013: Pain & Gain
- 2014: The Amazing Spider-Man 2: Rise of Electro (The Amazing Spider-Man 2)
- 2015: Aloha – Die Chance auf Glück (Aloha)
- 2015: Rock the Kasbah
- 2016: 13 Hours: The Secret Soldiers of Benghazi
- 2022: Avatar: The Way of Water

## Auszeichnungen
- 1998: Oscar für das beste Kostümdesign
- 1998: Golden Satellite Award für herausragendes Kostümdesign